# Cattedrale di San Vito (Praga)
La cattedrale di San Vito è una chiesa che si trova a Praga ed è uno dei simboli della città e dell'intera Repubblica Ceca, sia a causa della sua storia che come memoriale artistico.
La cattedrale ospita un'importante reliquia della cristianità, la testa di san Luca evangelista. Durante il suo viaggio in Italia del 1354, l'imperatore Carlo IV, per arricchire la cattedrale di Praga, si fece consegnare la testa di San Luca dalla città di Padova, la testa di San Vittore dalla città di Feltre e le reliquie di San Vito da Pavia. All'interno della cattedrale è inoltre custodito anche il cranio di Sant'Anania. La volta della cappella di San Venceslao è stata affrescata dal Maestro dell'Altare di Litoměřice.

## Storia

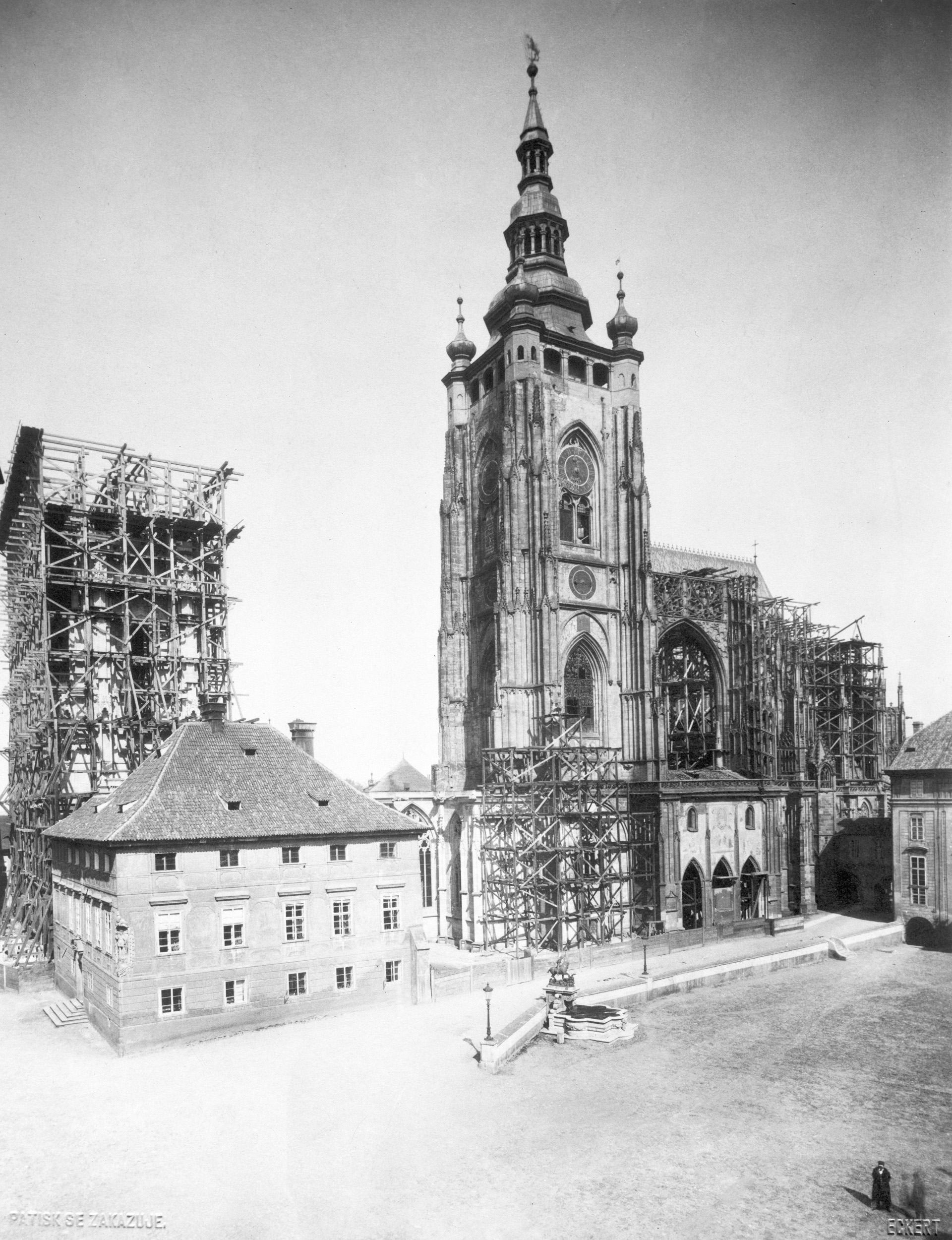
1887, vista da sud dopo la ripresa dei lavori

È la terza chiesa eretta su questo luogo: la prima era una rotonda a ferro di cavallo con quattro absidi, uno dei primi edifici cristiani della Boemia, costruita da San Venceslao ma non con le sue mani (929); la seconda era la basilica di Vratislav e Spytihnev, in stile romanico, con tre navate e due absidi, costruita tra 1060 e 1096; esternamente alla cattedrale attuale, accanto alla torre sud, si può notare una costruzione con delle inferriate: essa ricopre i resti della basilica di Vratislav e Spytihnev, rinvenuti insieme alle fondamenta della rotonda di San Vito (non visibili perché sotto le pavimentazioni dell'attuale chiesa) rinvenuti durante le modifiche all'assetto planimetrico del castello effettuato da Jože Plečnik. Infine nel 1344 Matthias di Arras, incaricato da Carlo IV, iniziò la costruzione di una cattedrale gotica. Il lavoro di Matthias di Arras venne proseguito, dopo la sua morte, dall'architetto tedesco Peter Parler e dai figli Wenzel e Johann. Essi elevarono il coro — realizzando la prima volta reticolata d'Europa — e la corona di cappelle attorno ad esso; la cappella di San Venceslao, la Porta d'Oro e iniziarono la costruzione della torre sud.
Allo scoppio delle guerre Hussite (1419) i lavori si interruppero e la cattedrale rimase essenzialmente limitata al coro; tra l'altro, al momento dell'abbandono dei lavori, mancava la parte superiore della torre principale, ricoperta con tetto e guglia rinascimentali.
L'aspetto attuale fu raggiunto grazie alla ripresa dei lavori nel 1871, che portarono al completamento delle navate e del transetto, e alla realizzazione della finestra sopra la porta meridionale e della facciata coronata da due torri gemelle.
In occasione della ripresa dei lavori furono anche sostituite le coperture esterne del coro e delle cappelle, fu restaurato il settore gotico e vennero ricostruite alcune cappelle del coro.
Circa trenta incoronazioni di principi e re di Boemia e delle loro mogli hanno avuto luogo nella cattedrale e per molti di loro la cattedrale è diventata anche il luogo di riposo: circa quindici monarchi sono seppelliti nella cattedrale di San Vito.
Si svolge nella chiesa il racconto di Jan Neruda Svatováclavská mše (Messa di San Venceslao, 1876). Viene rievocata la notte che, sagrestano di nove anni, trascorse nella cattedrale, per assistere a un'immaginaria funzione officiata da San Venceslao.
Anche una grande sequenza de "Il Processo" di Kafka si svolge nella cattedrale. 
Il 13 ottobre 2012, il cardinale Angelo Amato ha presieduto nella Cattedrale di San Vito al Castello la prima cerimonia di beatificazione nella storia dell'arcidiocesi. La Messa era dedicata a 14 frati francescani torturati e martirizzati nel XVII secolo, le cui reliquie sacre erano conservate nella Cattedrale del luogo.

## Descrizione

### Esterno

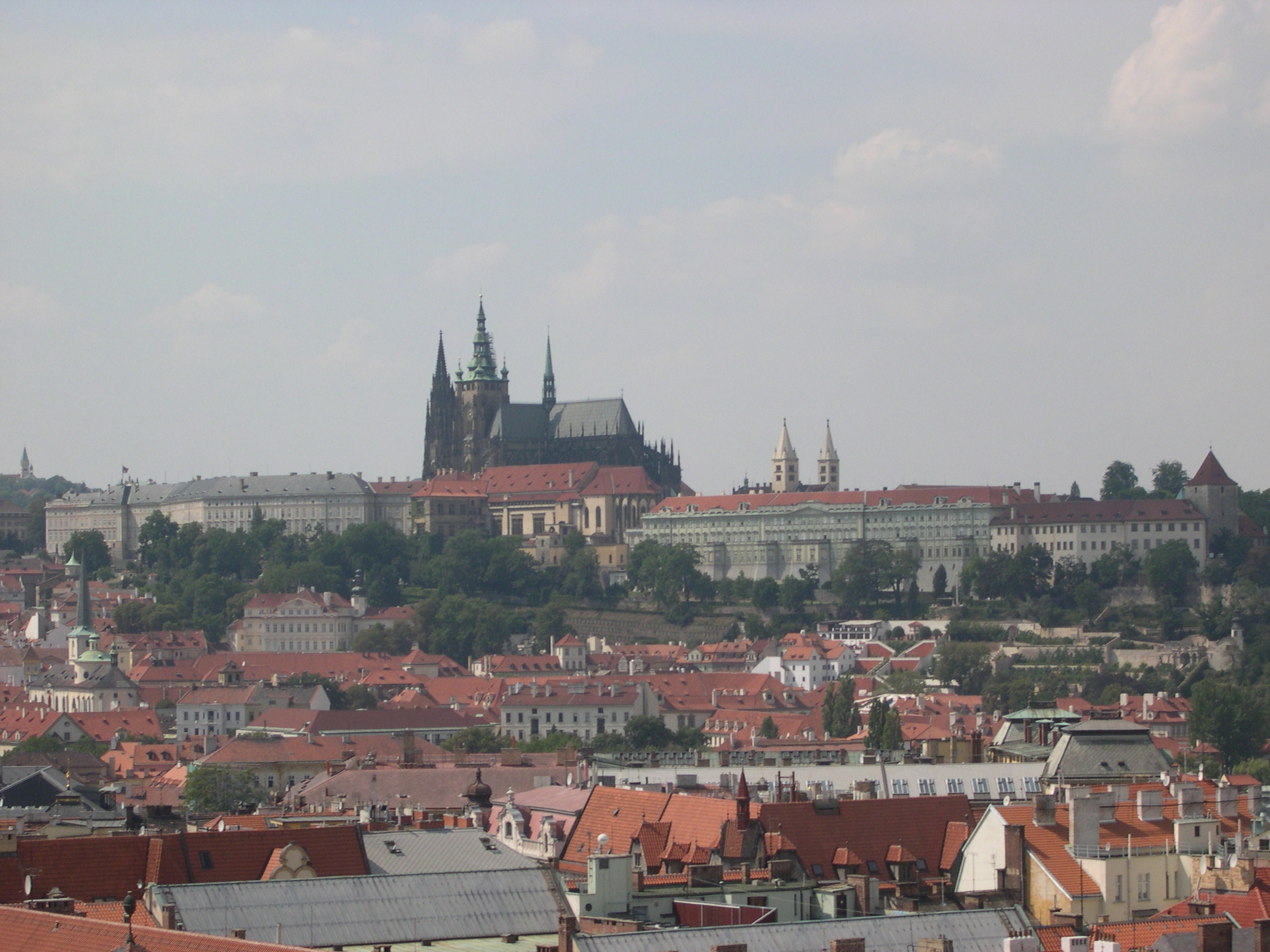
La cattedrale svetta sul borgo circostante
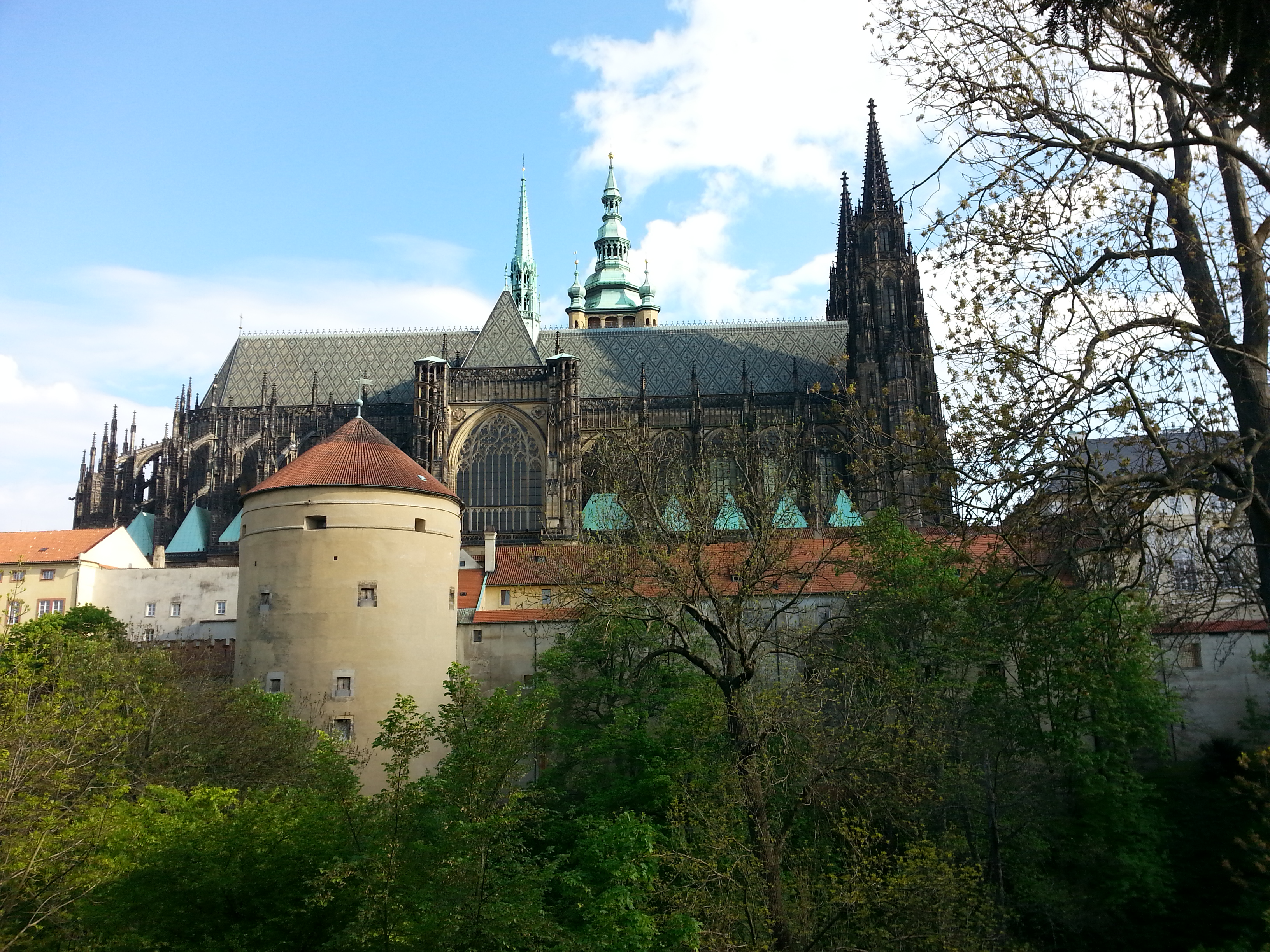
Cattedrale di San Vito, veduta laterale.
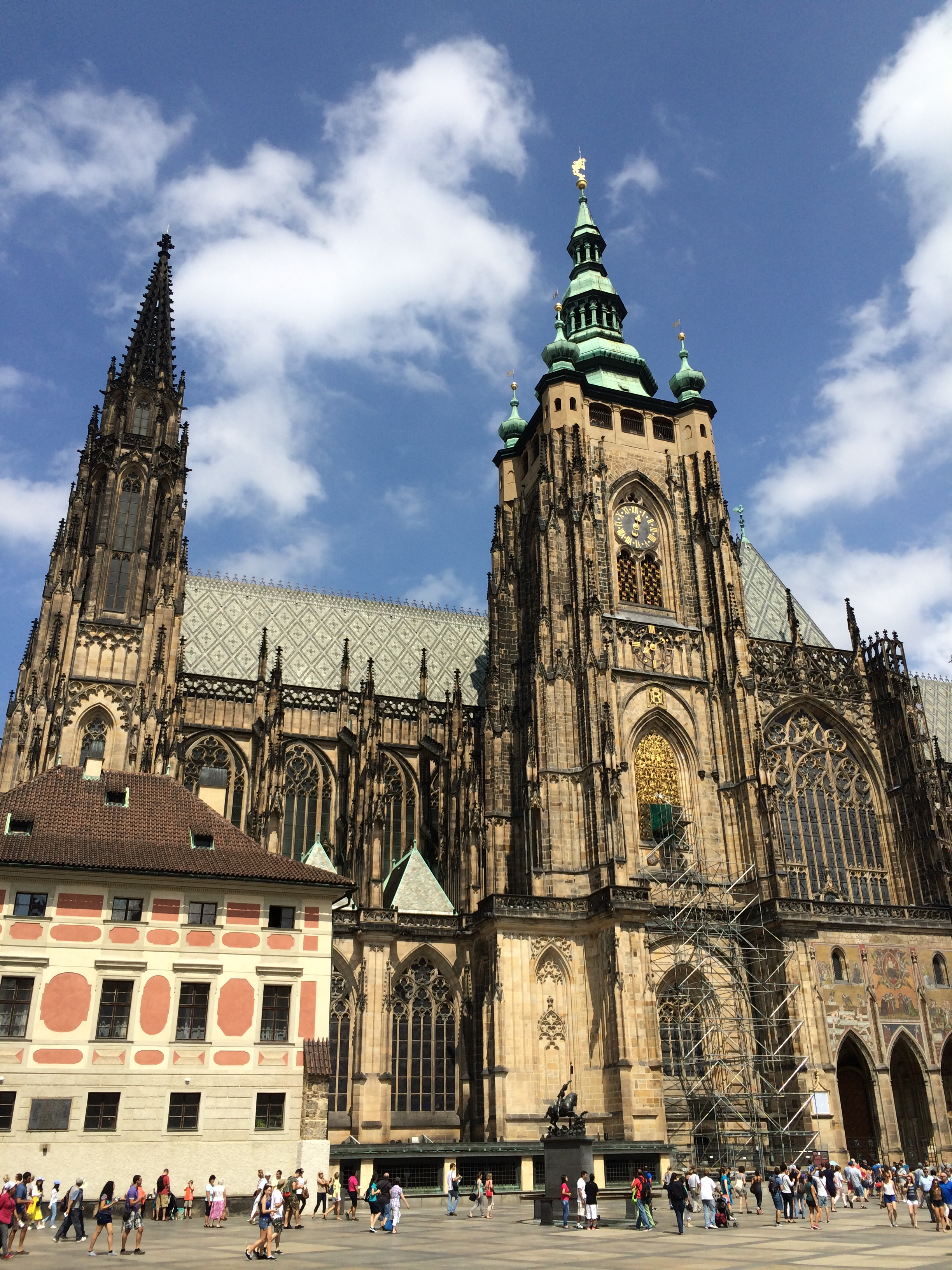
Fronte della Cattedrale

### Interno

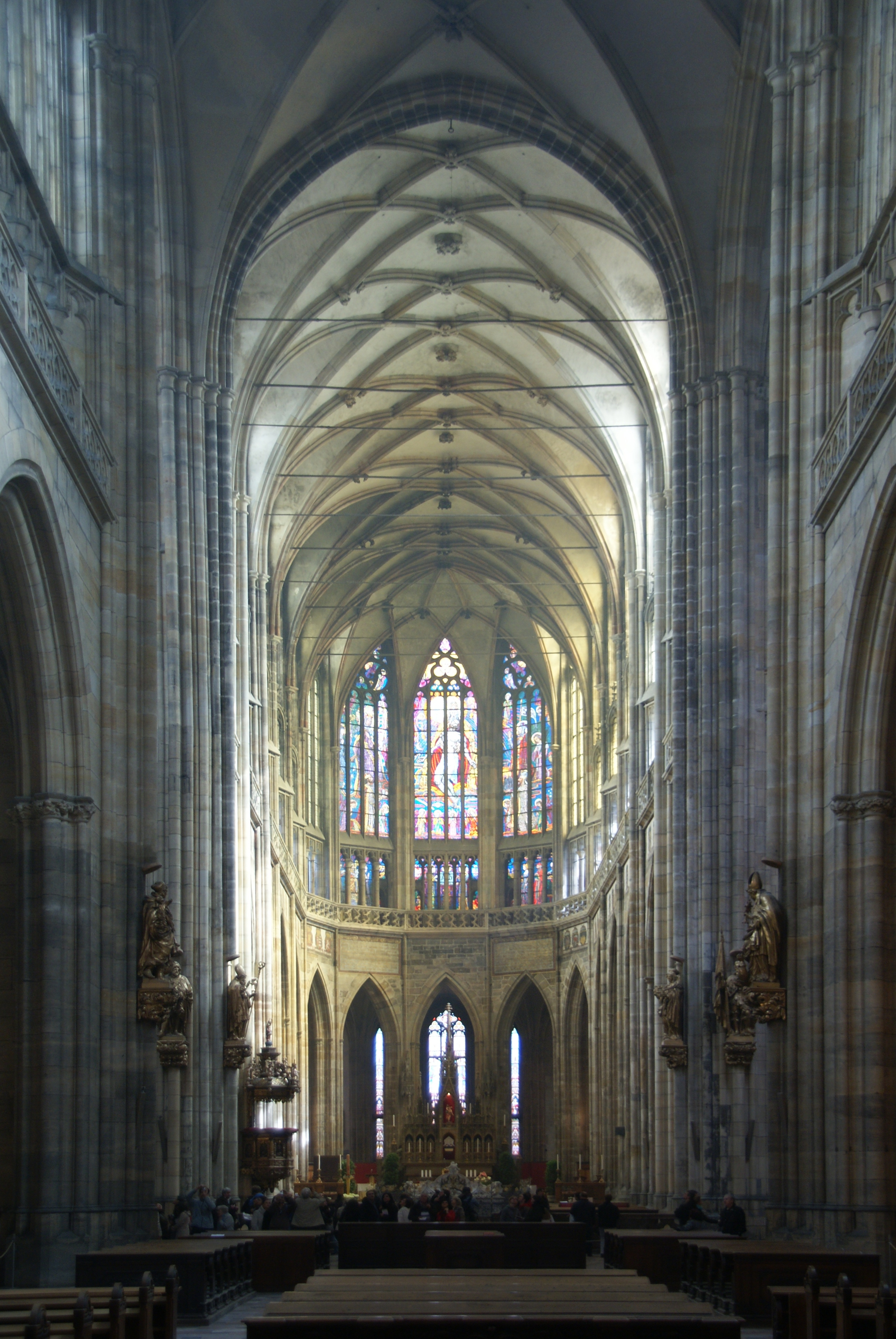
La navata centrale

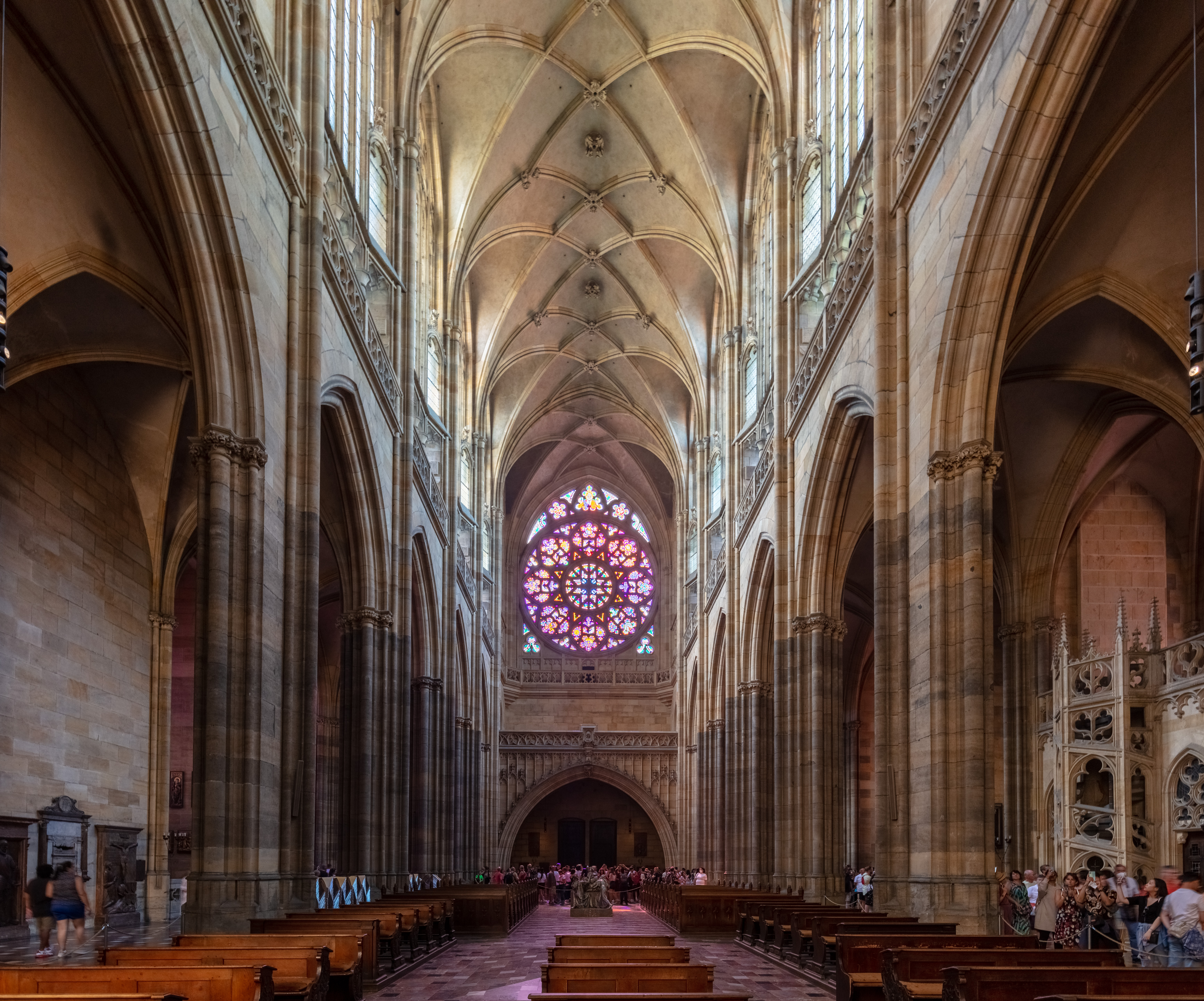
Facciata ovest

L'entrata nella parte neo-gotica non è libera, la parte storica può essere visitata acquistando un biglietto, che dà l'accesso al coro e alle cappelle, alle tombe dei re e degli arcivescovi boemi e alla grande torre meridionale incompleta.
I primi affreschi, presenti nella parte superiore, possono essere datati al 1300, e rappresentano delle scene religiose relative alla Passione di Cristo. Nella parte inferiore invece ci sono degli affreschi dedicati alla vita di San Venceslao, che possono essere datati fra il 1506 e il 1509.
Le vetrate hanno invece un'origine più recente, nonostante siano in stile gotico, e sono opera del famoso artista ceco Alfons Mucha.

#### Tombe
Nella cattedrale si trovano numerose tombe di principi, sovrani, vescovi e personaggi storici, fra cui Adalberto di Praga, Anna di Świdnica, Anna di Baviera (1329-1353), Carlo IV di Lussemburgo, Barbara di Cilli, Elisabetta di Boemia (1292-1330), Ferdinando I d'Asburgo, Giorgio di Boemia, Giovanni Nepomuceno, Ladislao il Postumo, Massimiliano II d'Asburgo, Matthias di Arras, Ottocaro I di Boemia, Ottocaro II di Boemia, Peter Parler, Elisabetta di Pomerania, Rodolfo I di Boemia, Rodolfo II d'Asburgo, San Vito, Friedrich Johann Joseph Cölestin von Schwarzenberg, Josef Beran, František Tomášek, Miloslav Vlk, Bianca di Valois, Venceslao di Lussemburgo, Venceslao I (duca di Boemia), Vratislav von Pernstein e Maria Amalia d'Asburgo-Lorena.

## Influenza culturale
La cattedrale compare in un francobollo da 0,85 € emesso dalle Poste Vaticane il 15 novembre 2010 per celebrare il viaggio del papa Benedetto XVI nella Repubblica Ceca il 26-28 settembre 2009. 
La cattedrale inoltre appare sulla copertina dell’album musicale Bara no seidō dei Malice Mizer.